# Ericeira

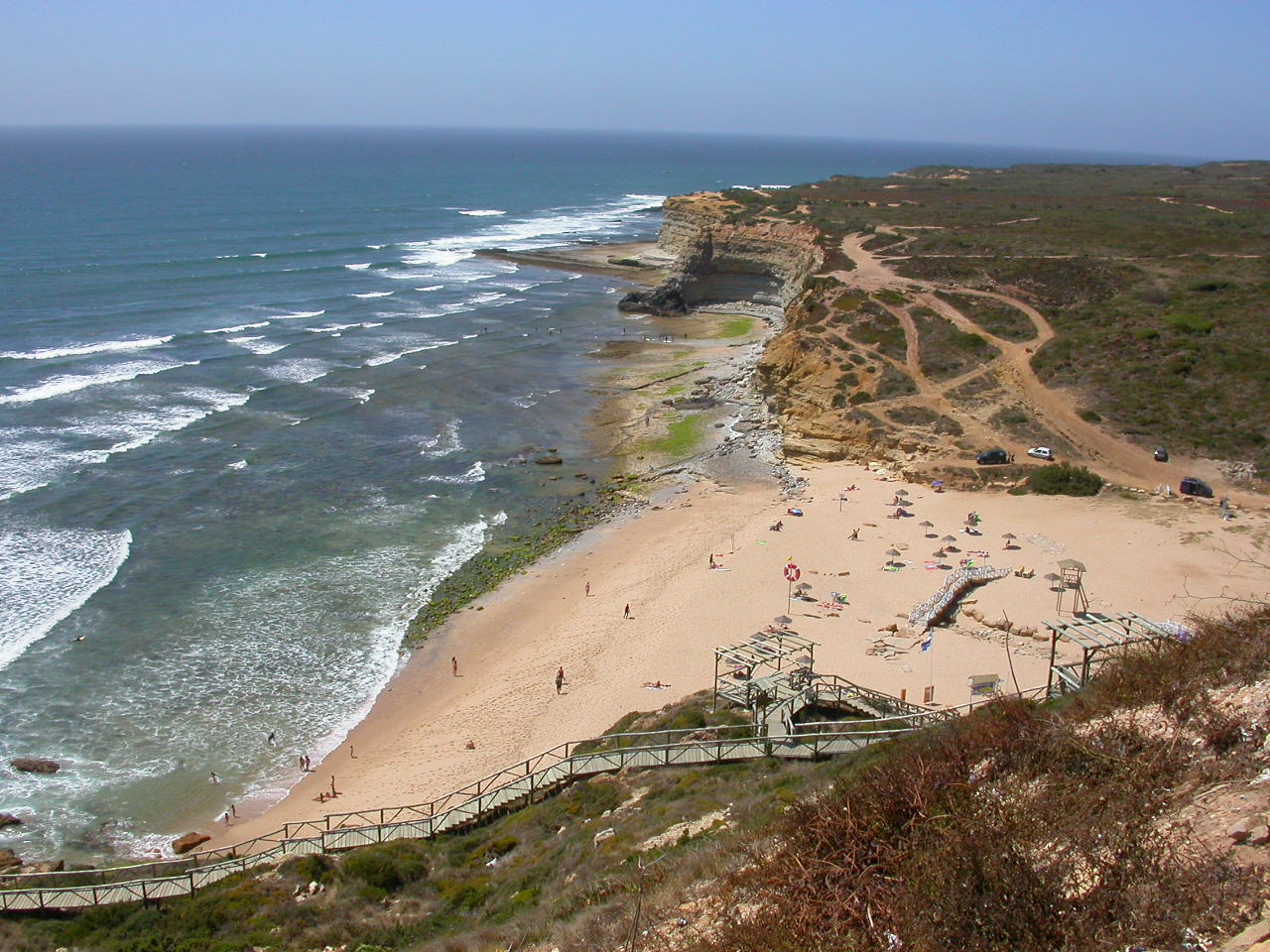
Playa de Ribeira d'Ilhas

Ericeira es una freguesia situada en el municipio de Mafra, en Portugal. Según el censo de 2021, tiene una población de 12 359 habitantes.
Es conocida sobre todo por las altísimas olas de esta parte de la costa que atraen a surfistas de todo el mundo.
Con sus 11 kilómetros de costa (desde la Playa de Empa hasta la Playa de S. Lourenço), además de ser un destino privilegiado para la práctica de numerosos deportes acuáticos (desde el bodyboard hasta el skimming), ha sido elegida la 1ª Reserva Mundial de Surf en Europa y la 2ª del mundo.